# Clockwork Angels
Clockwork Angels devetnaesti je i posljednji studijski album kanadskog rock sastava Rush. Diskografska kuća Anthem Records objavila ga je u Kanadi 12. lipnja 2012., dok ga je Roadrunner Records objavio 8. lipnja u Australiji, 12. lipnja u SAD-u i 13. lipnja u Europi. Članovi grupe posvetili su se skladanju novog studijskog albuma dok su se godinu i pol odmarali nakon turneje Snakes & Arrows Tour. Dio albuma snimljen je u travnju 2010. u studiju Blackbird Studio u Nashvilleu, Tennesseeju, dok je ostatak sniman od listopada do prosinca 2011. u studiju Revolution Recording u Torontu, Ontariju.
Dvije pjesme koje su se na koncu pojavile na albumu, "Caravan" i "BU2B", objavile su radijske stanice i postale su dostupne za preuzimanje 1. lipnja 2010. godine. Nakon objave tih dviju pjesama skupina je otišla na turneju Time Machine Tour, a na koncertima je svirala i te navedene pjesme. Rad na Clockwork Angelsu dovršila je nakon te turneje. Drugi singl s albuma, "Headlong Flight", objavljen je 19. travnja 2012. godine. Treći singl, "The Wreckers", objavljen je 25. srpnja 2012. Četvrti i posljednji službeni singl, "The Anarchist", objavljen je 20. veljače 2013. godine. Desetoinčna oslikana gramofonska ploča na kojoj se nalazi skladba "The Garden" objavljena je u počast Dana prodavaonica ploča 2013. godine i ograničena je na 3.000 primjeraka.
Debitirao je na prvom mjestu kanadske ljestvice albuma i na drugom mjestu ljestvice Billboard 200. Osvojio je nagradu Juno za rock album godine na dodjeli 2013. godine.

## Pozadina i skladanje
Nakon što je turneja Snakes & Arrows Tour završila u srpnju 2008., grupa je odlučila otići na odmor na godinu i pol, tijekom čega je objavila koncertni album Snakes & Arrows Live (iz 2008.) i kompilaciju Working Men (iz 2009.). Članovi su se ponovno okupili u Los Angelesu u prosincu 2009. kako bi porazgovarali o tome kakvim se projektima žele baviti iduće godine. Između ostalog, razmišljali su o skladanju novog studijskog albuma i odlasku na veću turneju; Neil Peart kasnije je napisao: "Budući da smo takve budale, na kraju smo učinili oboje." Skupini se više sviđala ideja uratka s popratnom pričom od kolekcije međusobno nepovezanih skladbi, zbog čega je Peart osmislio priču koja se odvija u izmišljenu svijetu, a koju prepričava niz pjesama. Rush je na novom materijalu radio već u veljači 2009., no Alex Lifeson tad je negirao glasine da sastav snima konceptualni album.
Rush je radu na albumu pristupio na uobičajen način; Geddy Lee i Lifeson skladali su glazbu u kućnim studijima u Torontu, a Peart je pisao tekstove u svojoj kući u Kaliforniji. Međusobno su se poticali na izvedbu improvizanih solodionica tijekom nastupa, što je postalo ključno tijekom skladanja glazbe za Clockwork Angels. Budući da je želio istaknuti "osnovne elemente rocka u pjesmama", Lifeson je odlučio prestati snimati više gitarističkih dionica i posvetio se dupliranju. Snimanje je bilo produktivno; u ožujku 2010. Lee je izjavio: "Prije samo mjesec i pol nismo imali nikakvih pjesama. A sad skladamo i dosad smo osmislili šest pjesama koje nam se jako sviđaju". U to je vrijeme Lifeson pretpostavio da će objaviti album u proljeće 2011. godine.
Nekoliko tjedana nakon što je počeo pisati, Peart je počeo razvijati priču, zbog čega su se članovi sastava dogovorili da će snimiti konceptualni album, a da će svaka skladba utjelovljivati određenu ideju. Rush je na prethodnim uradcima već snimao konceptualne pjesme, no nikad prije nije osmislio pravi konceptualni album. Lee je u početku bio skeptičan jer nije želio da grupa prisvoji nešto tipično za progresivne rock sastave iz 1970-ih. Music Radar napisao je da uradak, usprkos tome što je utemeljen na priči, ipak ne pogoršava fabula. Peart je tekstove za Clockwork Angels pisao na praznu papiru i nije se koristio nikakvim prethodno osmišljenim idejama. Početkom siječnja 2010. Peart je napisao nekoliko ideja i poslao ih Leeju i Lifesonu, koji su ih povezali s glazbenim dionicama. Peart je odlučio napisati priču i tekstove utemeljene na distopijskom svijetu nadahnutom žanrom steampunka "koji obasjava samo vatra", što je nadahnula istoimena knjiga o povijesti srednjeg vijeka Williama Manchestera, i "koji pogone para, zamršeni mehanizmi i alkemija". Na prethodne je albume uvrstio elemente starijih tradicija; karte za tarot pojavile su se kao motiv na Vapor Trailsu (iz 2002.), drevna indijska igra leela pojavila se na Snakes & Arrowsu (iz 2007.), a na Clockwork Angels želio je uvrstiti alkemiju. Peart je napisao "poglavlje" za svaku od dvanaest pjesama na albumu, a atmosfera svake pjesme prikazana je određenim simbolom na ilustraciji. Sama je fabula utemeljena na raznim izvorima, među kojima su Voltaireov Candide, roman Faktor sot-korova Johna Bartha (iz 1960.) i razna djela Michaela Ondaatjea, Josepha Conrada, Robertsona Daviesa, Herberta Golda, Daphne du Maurier i Cormaca McCarthyja. Jedan od utjecaja bili su i rani španjolski istraživači koji su na jugozapadu Sjeverne Amerike tragali za Sedam gradova Cibole.
Rad na albumu pauziran je u travnju 2010., kad je Rush najavio turneju Time Machine Tour, koja je izvorno trebala trajati od lipnja do listopada te godine. Na toj je turneji Rush izveo dvije nove pjesme koje je skladao za Clockwork Angels: "Caravan" i "BU2B". Do tada je već skladao i skladbe "The Garden" i "The Anarchist". Kad je završila prva polovica turneje Time Machine Tour, Lee i Lifeson početkom su 2011. nastavili pisati pjesme za album, no nije došlo do većih rezultata osim "bijesnih improvizacija" koje su postavile temelje pjesmama "Carnies" i "Headlong Flight". Došlo je i do teškoća u prilagođavanju Peartovih tekstova novoj glazbi, zbog čega je često morao mijenjati tekstove, katkad i na sam dan snimanja služeći se elektroničkom poštom. Lifeson je kasnije pohvalio Pearta: "Neil je preživio i nikad se nije žalio."
U kolovozu 2010. Lifeson je izjavio da album postaje prilično raznolik u glazbenom smislu. U to vrijeme gotovo dovršenu naslovnu skladbu nazvao je "epskom pjesmom" i "višedijelnom skladbom" koja je "vrlo dinamična". Peart je u svibnju 2011. komentirao: "Želim da to bude moje najveće postignuće u pogledu tekstova i bubnjanja." Kad je krajem 2011. počela posljednja sesija skladanja, Lee i Lifeson odlučili su zamijeniti glazbala. To je dovelo do nastanka pjesme "The Wreckers".
Clockwork Angels sadrži gudačke aranžmane koje izvodi šest violina i dva violončela. Brad Madix o gudaćim je instrumentima na albumu izjavio: "Radio sam s gudaćim glazbalima, ali uvijek ili u tihoj atmosferi uz minimalno pojačavanje zvuka ili su violine bile isključivo električne. Tijekom Rusheve turneje Clockwork Angels Tour sastav je izričito tražio da gudaća glazbala budu prisutna i akustična."
Iako se često albume 2112 (iz 1976.) i Hemispheres (iz 1978.) smatra konceptualnima, Clockwork Angels jedini je pravi konceptualni album grupe jer tekstovi pjesama prepričavaju priču od početka do kraja. I 2112 i Hemispheres sadrže skladbu koja zauzima jednu stranu albuma i priča priču. Međutim, tekstovi pjesama drugih pjesama na obama albumima nemaju mnogo toga zajedničkog s tim pričama.

## Produkcija

### Snimanje
Rush je Clockwork Angels snimio u dvjema sesijama. Prva se održala u travnju 2010. u studiju Blackbird Studios u Nashvilleu, Tennesseeju, s koproducentom Nickom Raskulineczom, koji je bio producent i na uratku Snakes & Arrows (iz 2007.). Skladbe "Caravan" i "BU2B" snimljene su u to vrijeme, a miksao ih je Richard Chycki u Sound Kitchenu u Franklinu, Tennesseeju. Skupina se u početku namjeravala vratiti u studio nakon dovršetka turneje Time Machine Tour u listopadu 2010. i željela je uradak objaviti 2011. godine. Međutim, na koncu je produžila turneju i nastupala od ožujka do srpnja 2011., zbog čega je objava Clockwork Angels odgođena. Tog je kolovoza sastav najavio da je potpisao ugovor s Roadrunner Recordsom za međunarodnu distribuciju uradaka (Anthem Records je i dalje objavljivao u Kanadi), što je okončalo njegovo razdoblje s Atlantic Recordsom koje je započelo s albumom Presto (iz 1989.).
Drugo razdoblje snimanja odvijalo se u Revolution Recordingu u Torontu od listopada do prosinca 2011. godine. Gudaća glazbala snimljena su u Ocean Way Recordingu u Los Angelesu u siječnju 2012.
Na svojoj je službenoj web-stranici Peart komentirao da je skladanju i snimanju bubnjarskih dionica za album pristupio na nov način: "Samostalno bih nekoliko puta odsvirao svaku pjesmu, provjeravao kakve teksture i fraze pristaju pjesmama, a zatim bih pozvao Booujzhea. Stajao bi u sobi ispred mene, okrenut prema bubnjevima, i koristio se stalkom za note i jednom palicom – bio je moj dirigent, a ja sam bio njegov orkestar ... Napao bih bubnjeve, odgovarao na njegov entuzijazam i prijedloge između snimanja i zajedno bismo osmislili glavne temelje svakog dijela. Palicom me dirigirao tijekom refrena, glazbenih prijelazaa, završnica i tako dalje – stoga se nisam morao brinuti oko toga koliko traju. Nisam morao brojiti, nisam se beskrajno morao ponavljati."

### Roman
Dana 9. veljače 2012. pisac znanstvenofantastičnih romana Kevin J. Anderson, dugogodišnji Peartov prijatelj, najavio je da će Clockwork Angels prilagoditi u roman. Također je otkrio i koncept albuma:
Roman je objavljen 4. rujna 2012., a njegov je djelomičan nastavak, Clockwork Lives, objavljen 15. rujna 2015. godine.

### Ilustracije
Naslovnicu albuma dizajnirao je dugogodišnji Rushev suradnik Hugh Syme; na njoj se nalazi sat koji umjesto brojeva sadrži alkemijske simbole. Prikazuje da je devet sati i dvanaest minuta, odnosno 21 sat i dvanaest minuta, što aludira na četvrti studijski album sastava 2112 (iz 1976.).

## Objava i recenzije
Clockwork Angels objavljen je 8. lipnja 2012. u Australiji, 12. lipnja u SAD-u i Kanadi, a 13. lipnja u Europi. Britanski časopis Classic Rock 11. je lipnja objavljen u ograničenoj inačici za obožavatelje koja sadrži album i časopis od 132 stranice.
Singl "Caravan" objavljen je 1. lipnja 2010. na radiostanicama, a i u to je vrijeme sa skladbom "BU2B" postao dostupan za preuzimanje s interneta. Drugi singl, "Headlong Flight", objavljen je 19. travnja 2012. na radiostanicama i platformama za internetski prijenos.
Debitirao je na 2. mjestu ljestvice Billboard 200 jer je u prvom tjednu objave prodan u 103.000 primjeraka. U Kanadi je debitirao na prvom mjestu jer je u prvom tjednu prodan u 20.000 primjeraka. Do 20. lipnja prodano je više od 40.000 primjeraka ograničene inačice časopisa Classic Rock za obožavatelje; da se takvu objavu uvrstilo na britansku ljestvicu albuma, uradak bi i ondje debitirao na prvom mjestu. Budući da je više ljudi kupilo tu inačicu nego sam album, uradak je debitirao na 76. mjesu u Ujedinjenom Kraljevstvu, a na koncu je došao i do 21. mjesta.
Clockwork Angels na web-stranici Metacritic, koja prikazuje prosječnu ocjenu raznih recenzenata prema skali od 0 do 100 bodova, piše da je prosječna ocjena četrnaestorice kritičara 74, što označava "uglavnom pozitivne kritike". Classic Rock dodijelio mu je devet od deset bodova i izjavio da je to Rushev najbolji album u prethodnih trideset godina. Jamie Thompson iz The Guardiana u recenziji je napisao: "Oni koji su poklonici Rusheva hrama bit će ushićeni; onima koji su i dalje agnostici tu bi moglo biti dovoljno materijala da počnu vjerovati." Martin Popoff, glavni urednik Brave Words & Bloody Knucklesa, uratku je dodijelio deset od deset bodova i izjavio: "Nitko ne može poreći činjenicu da se grupa usredotočila na ovaj album više nego na bilo koji drugi u karijeri".
Godine 2019. Classic Rock naveo je Clockwork Angels kao najbolji album iz 2010-ih.

## Popis pjesama
Tekstovi: Neil Peart, glazba: Geddy Lee i Alex Lifeson.
| 1.    | »Caravan«              | 5:39 |
| 2.    | »BU2B«                 | 5:10 |
| 3.    | »Clockwork Angels«     | 7:31 |
| 4.    | »The Anarchist«        | 6:52 |
| 5.    | »Carnies«              | 4:53 |
| 6.    | »Halo Effect«          | 3:14 |
| 7.    | »Seven Cities of Gold« | 6:32 |
| 8.    | »The Wreckers«         | 5:01 |
| 9.    | »Headlong Flight«      | 7:19 |
| 10.   | »BU2B2«                | 1:28 |
| 11.   | »Wish Them Well«       | 5:25 |
| 12.   | »The Garden«           | 6:59 |
| 66:03 |                        |      |

## Zasluge
| Rush - Geddy Lee – vokali, bas-gitara, klavijature, produkcija, aranžman - Alex Lifeson – gitara, klavijature, produkcija, aranžman - Neil Peart – bubnjevi, činele, tamburin, produkcija, aranžman Dodatni glazbenici - Jason Sniderman – klavir (na pjesmi "The Garden") - David Campbell – gudaća glazbala (na pjesmama 4, 6, 8, 10 i 12) | Ostalo osoblje - Richard Chycki – tonska obrada - Brian "Big Bass" Gardner – mastering - Andrew MacNaughtan – fotografija - Paul Fig – tonska obrada (na pjesmama 4, 6, 8, 10 i 12) - Rouble Kapoor – tonska obrada (na pjesmama 4, 6, 8, 10 i 12) - Andy Curran – izvršna produkcija - Liam Birt – dodatna produkcija - Pegi Cecconi – dodatna produkcija - Lowell Reynolds – snimanje (pjesama 1 i 2) - Stephen Koszler – snimanje (pjesama od 3 do 12) - Jason Dufour – snimanje (pjesama od 3 do 12) - Martin Cooke – pomoćnik pri miksanju - Hugh Syme – umjetnički direktor, dizajn, ilustracije - Nick Raskulinecz – produkcija, miksanje, aranžman |

## Ljestvice
| Ljestvica (2012.)      | Najviša pozicija |
| ---------------------- | ---------------- |
| Kanada                 | 1                |
| Finska                 | 4                |
| Mađarska               | 32               |
| Njemačka               | 11               |
| SAD (Billboard 200)    | 2                |
| Švicarska              | 21               |
| Švedska                | 8                |
| Ujedinjeno Kraljevstvo | 21               |